# Lust for Life (album de Lana Del Rey)
Pour les articles homonymes, voir Lust for Life.
Ne doit pas être confondu avec Lust for Life (album d'Iggy Pop).
Albums de Lana Del Rey
Honeymoon
(2015) Norman Fucking Rockwell!
(2019)
Singles
1. Love
Sortie : 18 février 2017
2. Lust for Life
Sortie : 19 avril 2017
3. Coachella - Woodstock in my mind
Sortie : 15 mai 2017
4. Groupie Love
Sortie : 12 juillet 2017
5. Summer Bummer
Sortie : 12 juillet 2017

Lust for Life est le 6e album studio de Lana Del Rey, sorti le 21 juillet 2017. Le premier single Love est sorti le 18 février 2017. Lust for Life, le deuxième extrait en collaboration avec The Weeknd est publié le 19 avril 2017.
Les singles Summer Bummer (en collaboration avec A$AP Rocky et Playboi Carti) et Groupie Love (en collaboration avec A$AP Rocky) sont tous les deux publiés le 12 juillet 2017.

## Liste des pistes
| 1.    | Love                                                         | - Lana Del Rey - Rick Nowels - Benjamin Levin - Emile Haynie                                                            | 4:32 |
| 2.    | Lust for Life (featuring The Weeknd)                         | - Del Rey - Nowels - Abel Tesfaye - Max Martin                                                                          | 4:24 |
| 3.    | 13 Beaches                                                   | - Del Rey - Nowels | 4:55 |
| 4.    | Cherry                                                       | - Del Rey - Tim Larcombe                                                                                                | 3:00 |
| 5.    | White Mustang                                                | - Del Rey - Nowels | 2:44 |
| 6.    | Summer Bummer (featuring ASAP Rocky and Playboi Carti)       | - Del Rey - Matthew Samuels - Rakim Mayers - Jordan Carter - Tyler Williams - Jahaan Sweet - Andrew Joseph Gradwohl Jr. | 4:20 |
| 7.    | Groupie Love (featuring ASAP Rocky)                          | - Del Rey - Nowels - Mayers                                                                                             | 4:24 |
| 8.    | In My Feelings                                               | - Del Rey - Nowels | 3:58 |
| 9.    | Coachella – Woodstock in My Mind                             | - Del Rey - Nowels | 4:18 |
| 10.   | God Bless America – and All the Beautiful Women in It        | - Del Rey - Nowels | 4:36 |
| 11.   | When the World Was at War We Kept Dancing                    | - Del Rey - Nowels - Reid                                                                                               | 4:35 |
| 12.   | Beautiful People Beautiful Problems (featuring Stevie Nicks) | - Del Rey - Nowels - Justin Parker - Nicks                                                                              | 4:13 |
| 13.   | Tomorrow Never Came (featuring Sean Ono Lennon)              | - Del Rey - Lennon - Nowels                                                                                             | 5:07 |
| 14.   | Heroin                                                       | - Del Rey - Nowels | 5:55 |
| 15.   | Change                                                       | - Del Rey - Nowels | 5:21 |
| 16.   | Get Free                                                     | - Del Rey - Nowels - Menzies                                                                                            | 5:34 |
| 71:56 |                                                              | |      |

## Processus de création
Lust For Life aurait originellement été enregistré sans collaboration. Une demo de Lust For Life sans The Weeknd est existante et disponible sur YouTube.
So Good est la demo de Summer Bummer sans les rappeurs Playboi Carti et ASAP Rocky.
Groupie Love toujours avec ASAP Rocky est inexistante sur la version originale de l'album.
Beautiful People Beautiful Problems se nomme uniquement Beautiful People et Stevie Nicks ne figure pas sur cette demo.
Tomorrow Never Came est inexistante sur la version originale de l'album tout comme la chanson In My Feelings.
Le titre Love se nommait Young And In Love. La chanson The Next Best American Record présente sur l'album Norman Fucking Rockwell s'intitulait Architecture et devait être sur la version finale de l'album mais elle fut retirée dû aux fuites de cette dernière. La chanson Yosemite présente sur Chemtrails over the Country Club fut présente sur l'originale version de l'album.
On&On&On était l'avant dernier titre de l'album mais fut retiré du projet.

## Contexte
Lana Del Rey a d'abord discuté de l'album qui allait succéder à Honeymoon lors d'une interview du magazine New Musical Express en décembre 2015. En février 2016, lors du gala des pré-Grammy, Del Rey a confié au magazine Billboard que son disque à venir prendrait une direction différente de Honeymoon, tout en gardant la même esthétique.
Le 18 février 2017, le premier single de l'album Love sort. Le 18 avril, dans une interview avec Courtney Love pour Dazed & Confused, Del Rey a confirmé une collaboration avec l'artiste The Weekend sur l'album avec le single nommé Lust For Life, et une collaboration avec Sean Lennon intitulée Tomorrow Never Came. Une collaboration avec Stevie Nicks nommée Beautiful People, Beautiful Problems a également été confirmée sur l'album. Le deuxième single de l'album Lust For Life est sorti le 19 avril. Le titre de l'album est annoncé le 29 mars 2017, lorsque Del Rey a posté une bande-annonce de son album, tandis que la pochette de l'album a été annoncée par Del Rey le 11 avril 2017 sur les réseaux sociaux. L'album est sorti le 21 juillet 2017.

### Singles promotionnels
Le 15 mai, Del Rey a mis en ligne Coachella - Woodstock in My Mind comme premier single promotionnel de l'album. Le 12 juillet sortent deux autres singles promotionnels, Summer Bummer et Groupie Love. Ces deux singles mettent en scène ASAP Rocky, auquel s'ajoute Playboi Carti dans Summer Bummer.

## Réception critique
Lust for Life a reçu des critiques positives. À Metacritic avec une moyenne de 77 sur 100, basée sur 26 avis, indiquant des critiques généralement favorables. Ce qui en fait le deuxième album ayant reçu les meilleures critiques pour Del Rey, après Honeymoon.
Neil McCormick de The Daily Telegraph a noté que l'album est un retour en arrière à la fanfare Hip-hop de Born to Die. Jon Pareles du New York Times  a écrit une critique favorable, disant que l'album "dans les moments rares fait allusion à un clin d'oeil derrière les sombres berceuses de Mme Del Rey". Dans une revue très positive de GQ Magazine, Kevin Long a écrit "Comme le Melodrama de Lorde, Lust For Life est une œuvre d'art accomplie, un antidote aux airs banals qui empreint le chart. Lust For Life est un des meilleurs albums sorti en 2017".

## Performances commerciales
Lust For Life débute numéro un sur le Billboard 200 américain avec 107 000 unités vendu dont 80 000 en ventes pures, marquant ainsi le deuxième numéro un de Del Rey sur le graphique américain.
Selon Mediatraffic, Lust For Life s'est vendu à 194 000 unités en première semaine dans le monde, se classant ainsi numéro 3. Au Royaume-Uni, l'album démarre en première position, avec 24 974 unités, incluant 5 288 unités provenant du streaming, en France, l'album démarre à la troisième position avec 7 182 copies, il démarra également premier en Australie, avec 5 270 ventes.
Lust For Life est, en 2017, le 10e album occidental le plus vendu en Chine.
Le 22 juin 2018, l'album dépasse le cap des 50 000 ventes en France et atteint ainsi la certification disque d'or.
Le 8 mars 2019, l'album atteint le cap des 100 000 ventes au Royaume-Uni et atteint la certification disque d'or.
Selon Les Inrockuptibles, l'album s'est vendu à plus de 1 800 000 exemplaires dans le monde depuis sa sortie.

## Singles
Love est sorti le 18 février 2017, est a été promu grâce à des affiches promotionnelles accrochées le 17 février 2017 à Los Angeles, la musique fut reportée à la suite de la divulgation de la chanson en ligne le même jour. Love débuta à la 44e position du Billboard Hot 100, ce qui en fait la meilleure position de Lana Del Rey sur le classement américain depuis West Coast, le premier single de son second album studio, Ultraviolence. La chanson a également atteint la seconde position sur le Hot Rock Songs, dépassant ainsi Young and Beautiful, l'ancien record de Del Rey sur ce classement, qui avait atteint la troisième position. Love a également débuté numéro un sur le Rock Digital Song Sales, marquant ainsi la meilleure position sur le classement pour Lana Del Rey, avec 46 000 téléchargements. Love a aussi atteint le 5e rang du Rock Streaming Songs (avec 6,6 millions de flux). La chanson a également été no 9 du Digital Songs Chart. La musique a été certifiée disque d'or au Brésil, en Suède et Italie pour respectivement 20 000 ventes en Suède et au Brésil, et 25 000 en Italie[réf. nécessaire].
Lust For Life est sorti le 19 avril 2017 et rappelle, grâce à ses paroles, et sa vidéo, le suicide de l'actrice américaine Peg Entwistle sur le Panneau Hollywood en 1932. Aux États-Unis, Lust For Life a fait ses débuts à la 64e position du Billboard Hot 100, devenant ainsi la troisième fois qu'une collaboration entre Lana Del Rey et The Weekend entre dans le Billboard Hot 100 américain, après Prisoner (2015) et Stargirl Interlude (2017). La chanson a également atteint la 4e position du Hot Rock Songs du 13 mai 2017, devenant la troisième meilleure position pour Lana Del Rey sur le graphique, après Young and Beautiful et Love, sortie deux mois auparavant. En dehors des États-Unis, Lust For Life a également atteint la 19e place en France, la 15e en Hongrie, ou encore la 7e en Islande,,.
Summer Bummer est sorti le 12 juillet 2017 aux côtés de Groupie Love avec ASAP Rocky, en tant que single promotionnel avec la pré-commande de l'album. Elle a ensuite été envoyée à la radio UK contemporary hit radio en tant que troisième single de l'album le 28 juillet 2017. La chanson culmina à la 80e position du Canadian Hot 100. Summer Bummer a aussi culminé à la 23e position du Bubbling Under Hot 100 Singles, la liste des 25 chansons en dessous de la centième position et qui ne sont jamais apparues dans le Hot 100.
Groupie Love est sorti le 12 juillet 2017 aux côtés de Summer Bummer avec ASAP Rocky, en tant que single promotionnel avec la pré-commande de l'album. La chanson a ensuite été envoyée à la radio italienne le 28 juillet 2017 en tant que quatrième single de l'album. La chanson a culminé à la 141e position en France et à la 8e position du Heatseekers de la Nouvelle-Zélande.

## Classements hebdomadaires
| Classement (2017)                  | Meilleure place |
| ---------------------------------- | --------------- |
| Allemagne (Media Control AG)       | 8               |
| Argentine (CAPIF)                  | 1               |
| Australie (ARIA)                   | 1               |
| Autriche (Ö3 Austria Top 40)       | 5               |
| Belgique (Flandre Ultratop)        | 4               |
| Belgique (Wallonie Ultratop)       | 2               |
| Canada (Canadian Albums Chart)     | 1               |
| Danemark (Tracklisten)             | 5               |
| Écosse (OCC)                       | 1               |
| Espagne (Promusicae)               | 1               |
| États-Unis (Billboard 200)         | 1               |
| États-Unis (Alternative Albums)    | 1               |
| Finlande (Suomen virallinen lista) | 3               |
| France (SNEP)                      | 3               |
| Irlande (IRMA)                     | 2               |
| Italie (FIMI)                      | 6               |
| Norvège (VG-lista)                 | 1               |
| Mexique (AMPROFON)                 | 1               |
| Nouvelle-Zélande (RIANZ)           | 2               |
| Pays-Bas (Mega Album Top 100)      | 6               |
| Portugal (AFP)                     | 1               |
| Royaume-Uni (UK Albums Chart)      | 1               |
| Suède (Sverigetopplistan)          | 1               |
| Suisse (Schweizer Hitparade)       | 2               |

## Certifications
| Pays ou région    | Certification | Unités certifiées |
| ----------------- | ------------- | ----------------- |
| Brésil (ABPD)     | Platine       | 40 000            |
| États-Unis (RIAA) | Or            | 500 000           |
| France (SNEP)     | Or            | 50 000            |
| Pologne (ZPAV)    | Platine       | 20 000            |
| Royaume-Uni (BPI) | Or            | 100 000           |